# تربیت سگ

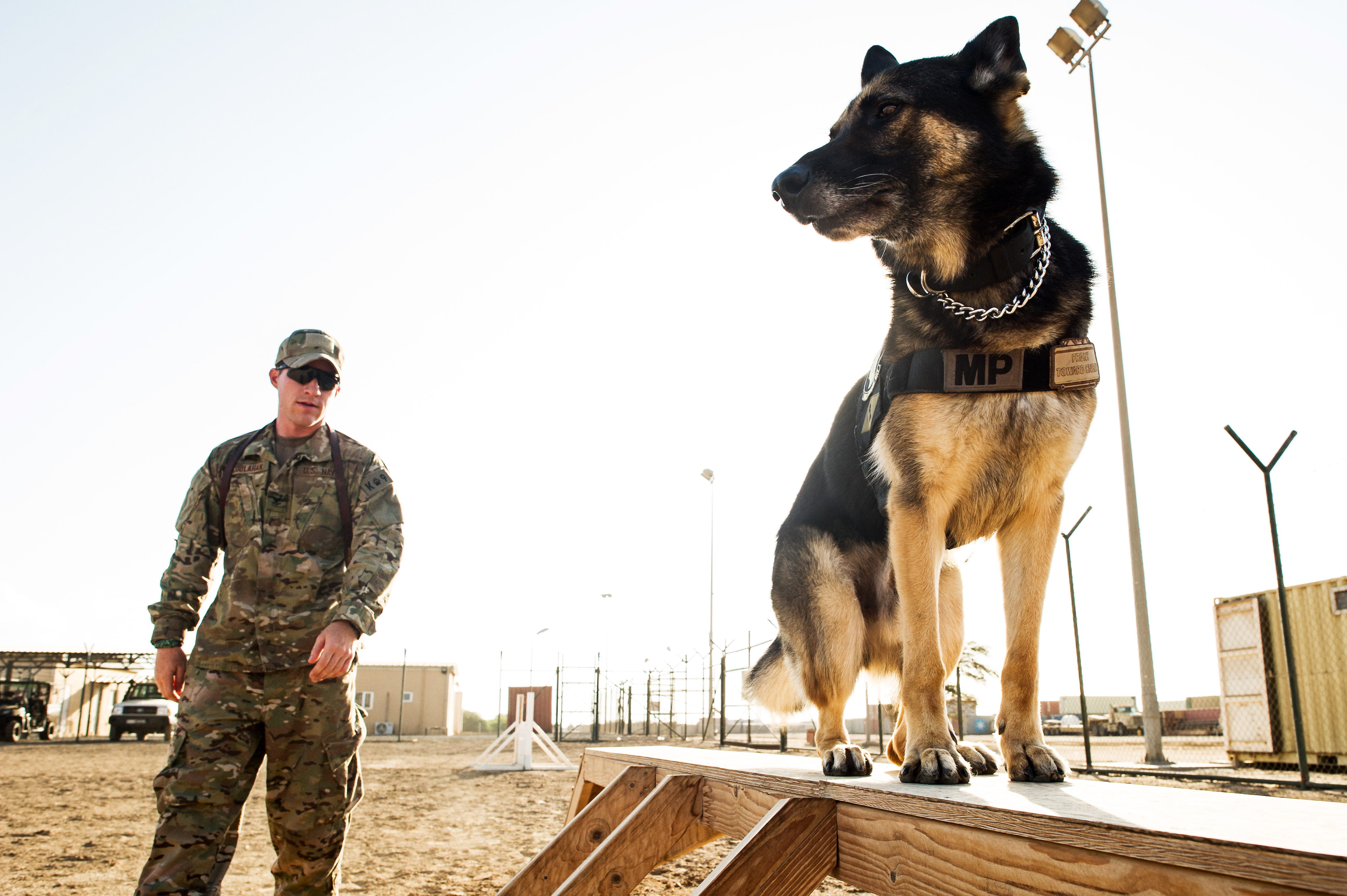
تربیت سگ در ارتش ایالات متحده آمریکا

آموزش سگ نوعی از آموزش حیوانات هست که از تجزیه تحلیل رفتار سگ در رویدادهای محیطی (محرک‌های یک رفتار) و پیامد آن برای اصلاح رفتار سگ یا انجام فعالیت خاص، وظایف خاص یا حتی برای مشارکت در فعالیت‌های زندگی انسان استفاده می‌کند. در حالی که اولین آموزش‌های سگ به دوران روم باستان بازمی‌گردد، اما آموزش سگ به عنوان یک حیوان خانگی مناسب برای زندگی شهری از دهه ۱۹۵۰ آغاز شد
روشهای آموزشی متفاوتی برای آموزش سگ وجود دارد و همچنین اهداف مختلفی از این آموزشها پی گرفته می‌شود، این اهداف شامل پایه‌ای‌ترین آموزش یعنی فرمانبرداری تا تخصصی‌ترین زمینه‌ها مانند اجرای قانون، مقاصد نظامی، جستجو و نجات، شکار، کار با احشام، کمک به افراد معلول، سرگرمی، ورزشی یا حفاظت از افراد و اموال است.

## آموزشهای اولیه
بیشتر سگها، تفاوتی نمی‌کند که برای مقاصد پیچیده باشند یا برای زندگی با افرادی که با بودن سگ کنار خود احساس خوشحالی می‌کنند صاحبانشان می‌خواهند که سگ در مقابل افراد و حیوانات دیگر از خود و صاحبشان حفاظت کند.
بیشتر آموزشهای فرمانبرداری معمولاً شامل شش رفتار می‌شود:
- بشین
- بخواب
- بشین از حالت خوابیده
- پاسخ به صدا کردن (بیا اینجا و…)
- آموزش بند و قلاده
- تاییدیه مثبت و منفی
- استارت پوزیشن (چشم تو چشم)

اما با تمام این توصیفات، بسیاری از روش‌ها و متودهای آموزش سگ در دنیا به مرور زمان منسوخ می‌شوند و متودهای به روز و جدیدی توسط مربیان حرفه‌ای سگ ارائه می‌شود. همان‌طور که خواندید بسیاری از روش‌های آموزش دادن سگ که در گذشته استفاده می‌شد، به کلی منسوخ شده و با بکاربردن آنها در آموزش به سگ‌تان، اشتباه بزرگی می‌کنید.
بهترین راه برای تربیت سگ استفاده از منابع معتبر و به روز در این زمینه می‌باشد. ما تمام سعی و تلاشمان بر این است که این اطلاعات را از سایت‌های معتبر انگلیسی استخراج کنیم و آنها را به زبان فارسی و بصورت عملی در اختیار شما عزیزان قرار دهیم تا با کمترین دردسر و بیشترین بازدهی بتوانید سگ خود را آموزش دهید. یک سگ زمانی فرمان‌پذیر است که تمام موارد مورد نیاز برای زندگی کنار انسان‌ها را یادگرفته باشد. اما برای یاد دادن این موارد لزوماً به یک مربی نیاز ندارید و خودتان می‌توانید با تمرین و تکرار، این فرمان‌ها را به سگتان آموزش دهید. فقط کافی است نکات مهم و سازنده را در مورد آموزش سگ بدانید. این نکات عبارتند از:
- نوع تشویقی و مراحل استفاده از آن
- محیط امن برای سگ
- تخلیه انرژی سگ
- ریختن ترس سگ از اشیا
- کلیکر و قلاده آموزشی
- آموزش نه!
- فرمان اضطراری
- فرمان بمان و صبر کن
- فرمان بخور و نخور
- فرمان بگیر و بنداز
- فرمان‌های بشین و بخوای و وایسا و …
- فرمان همقدم
- نقش تکرار فرامین
- الگوی تکرار فرامین برای یادگیری بهتر سگ
- تشویق و تنیه اصولی
- زمان و مدت آموزش
- شرایط محیطی و فکری مناسب برای آموزش
- اصطلاح آلفا بودن
- اشتباهات رایج آموزشی
- توقف رفتار اشتباه
- کنترل سگ و تمرکز بر رفتار درست
- بررسی روش‌های Calm freeze و SSCD
- زبان بدن سگ‌ها
- احساس مالکیت روی قلمرو، اشیا و …

## ابزارهای تربیت سگ
ابزارهای بسیار زیادی برای تربیت سگ وجود دارد. به‌طور کلی و خلاصه می‌توان چندین ابزار با کاربرد نامبرد.
- توپ
- توپ اسباب بازی بسیار خوبی برای بازی و آموزش سگ است. سگها علاقه بسیار زیادی به توپ نشان می‌دهند.

یکی از برنامه‌های تربیتی این است که سگها تمرکز کردن را به خوبی یادگیرند تا در محیطهای شلوغ بتوانند مرحله کار را به خوبی انجام دهند. به‌طور کلی تمام مربیان از توپ استفاده می‌کنند.
- قلاده تربیت

قلاده تربیت یکی از پر استفاده‌ترین ابزارهای تربیت می‌باشد. مدل‌های بسیار زیادی در بازار وجود دارد ولی به‌طور کلی می‌توان به قسم زیر تقسیم نمود:
- قلاده شوک

این قلاده به صورت زنجیری که تنگ شده با فشار یک ضرب به سگ نبایدها را مشخص می‌کنیم. این قلاده بسیار ارزان و به راحتی قابل استفاده می‌باشد و قیمتی حدود ۴$ دارد.
- قلاده خاردار

در واقع همان ساختار قلاده شوک را دارد با این تفاوت که خارهایی رو به داخل دارد که به گردن سگ متصل است و شدت ۴ برابر قلاده شوک را وارد می‌کند، این قلاده خطرناک است و حتماً مربی باید استفاده کند. قیمت این قلاده حدود ۲۰$ می‌باشد.
- قلاده الکتریکی کنترل از راه دور

همان‌طور که از اسم پیداست قلاده کنترل از راه دور نیم تا یک مایل برد دارد، در بعضی از مدل‌ها قابل کنترل ولتاژ وارد بر سگ، تغذیه با باتری همراه با لرزش و سوت و ضدآب می‌باشند و قیمتی معادل ۱۳۰$ تا ۴۵۰ $ می‌باشد.
- تاگ

نوعی اسباب بازی بوده که بسیار مورد استفاده مربیان قرار می‌گیرد. این اسباب بازی جهت تربیت حفاظت، تربیت سگ نگهبان و تربیت سگ پلیس استفاده می‌شود. معمولاً از جنس کتان و الیاف مصنوعی یا پارچه و چرم می‌باشد و قیمتی حدود ۴ $ دارد.
- لباس حفاظت

که شامل شلوار و پیراهن حفاظت و حفاظت دست و پا می‌باشد. این لباس کاملاً از جنس الیاف مصنوعی درست شده و کاملاً کمک مربی را از دندانهای سگ تربیت شده نگهبان محافظت می‌کند جهت تمرین و تربیت مورد استفاده قرار می‌گیرد. مدل لباس کامل قیمتی معادل ۱۳۰۰$، دست ۲۰۰$ و پا ۲۸۰$ دارد.

## کاربرد و اهمیت سگ برای انسان
با ارزشترین استفاده‌های انسان از سگها را می‌توان چندین قسمت کرد که بر اساس تربیت طبقه‌بندی می‌شوند.
- سگ پلیس

سگ پلیس یکی از پرکاربردترین و با ارزشترین رشته در تربیت سگ می‌باشد.
سگ پلیس آموزش می‌بیند که چگونه جستجو، دفاع، تعقیب، شناسایی، و توانایی درک و کمک در عملیات تاکتیکی، گروگان‌گیری کند. این آموزش از دوران تولگی بعد از ۸ هفتگی شروع شده و تا آخر عمر در خدمات پلیس به انسان خدمات کند.
- سگ زنده یاب

سگ زنده یاب جهت کشف اجساد و افراد زنده بعد از زلزله و سیل و حادثه‌های طبیعی مورد استفاده قرار می‌گیرد. این آموزش ۲ سال به طول می‌انجامد و قیمت هر سگ زنده یاب حدود ۲۰۰۰۰$ می‌باشد. آموزش این سگها به این صورت است که افراد مربی و کمک مربی در زیر آوار یا در آب یا در زیر برف یا در جایی که انسان ناتوان و سگ توانا باشد قرار گرفته و سگ با آموزش از قبل شروع به جستجو می‌کند و فقط به بوی انسان چه مرده و چه زنده حساس است و با پیدا کردن پارس می‌کند، این نمونه در آتشنشانی‌ها و سازمانهای اورژانسی و صلیب سرخ خدمت می‌کنند.
- سگ کشف مواد مخدر

این گونه جهت کشف مواد مخدر در خدمت پلیس و سازمانهای مبارزه با مواد مخدر، در بین راه‌ها، فرودگاه‌ها و کشتی‌ها مورد استفاده قرار می‌گیرد، تربیت این گونه به صورتی است که با پیدا کردن محلی که مواد مخدر مخفی شده با دست زدن مأموران و مسئولان را کمک می‌کند.
- سگ راه‌یاب برای نابینایان

یکی از با ارزشترین سگها که با تمامی قوانین زندگی حرکت در خیابانها شناسایی مغازه‌ها و منازل فرد نابینا را راهنمایی می‌کند.
- سگ نگهبان

از پر طرفدارترین مورد استفاده سگها و جذاب‌ترین تربیت برای عموم تربیت سگ نگهبان می‌باشد که برای نگهبانی از منزل‌ها و باغ‌ها نگهبان اشخاص یا نگهبان وسایل شخصی مورد تربیت قرار می‌گیرند.
در این گروه از سگها باید دقت داشت که سگهای گارد در دسته فامیلی گارد از بیشترین استقبال برخوردار است که این نوع آموزش با دقت زیادی انجام می‌شود سگهای نگهبان خانواده از فرمان پذیری بسیار بالای برخوردار هستند و در چند مرحله کار خود را انجام می‌دهند مرحله اول فرمان پذیری کامل و حالت آرامش در مرحله دوم حالت تدافی و آماده باش با تهدید و در مرحله سوم کار حمله را انجام می‌دهند و با قدرت کامل به طرف مهاجم حمله‌ور می‌شوند
ودر آخر با دستور out یا آزاد شخص مهاجم را آزاد می‌کند
- سگ مسیریاب کوهستان

این گونه در خدمت جنگلبانان به شناسایی کوهستانها و به کمک کوهنوردان جهت پیدا کردن مسیر صحیح تربیت می‌شوند، این نمونه قادر است مسیر بسیار طولانی را بدون توقف حرکت کند و شناسایی مناطق از طریق بوی خاک آن منطقه برایشان امکانپذیر است.
- سگ جستجو گر

جستجو به صورت عمومی جهت همه کاری استفاده می‌شود. به عنوان مثال در زندانها بعد از فرار زندانی با بو کردن وسایل زندانی یا تختخواب آن شروع به جستجو در صحراها یا مناطق بسیار بزرگ می‌کند.
- سگ شکار

به همراه شکارچی با سکوت کامل بعد از شلیک شدن تفنگ به دنبال شکار رفته و آن را برای صاحب خود می‌آورند، به راحتی شکار را که در رودخانه افتاده یا در جایی که چشم انسان از پیدا کردن آن محروم است پیدا کرده و به صاحب بازمی‌گردند، این سگها با قلاده‌های الکترونیکی کنترل از فاصله‌های ۱ تا ۲ مایلی دستور می‌گیرند.
روش جستجو با شناسایی خون شکار زخمی می‌باشد.
این سگها قادر هستند شکار را قبل از شکار شدن بترسانند و به سمت شکارچی تغییر مسیر دهند.
- سگ ارتش

جهت کشف مین زمینی و بمب یاب، دفاع از زمین‌های پایگاه ارتش، جستجو گر، شناسایی غریبه یا غیر ارتشی، محافظ و نمونهای بسیار تربیت شده قادر به انجام عملیات تاکتیکی ارتشی در کنار نیروی جهت پیشروی در خط اول جنگ به همراه پیاده‌نظام باشند.